# 黒田彰子
黒田 彰子（くろだ あきこ、1951年 - ）は、国文学者、愛知文教大学教授。
愛知県生まれ。奈良女子大学大学院修士課程修了、神戸女子大学大学院博士課程満期退学、2001年「平安末期の和歌」で神戸女子大学博士（文学）。愛知文教大学教授、図書館長。現在は愛知文教大学を退任後、佛教大学で非常勤講師を務めている。

## 著書
- 『中世和歌論攷 和歌と説話と』和泉書院、1997
- 『俊成論のために』和泉書院、2003

### 編共著
- 『上野本和歌色葉』編著 和泉書院影印叢書、1985
- 『新撰歌枕名寄』編 古典文庫、1989
- 『仏教文学概説』黒田彰共著 和泉書院、2004
- 『五代集歌枕』編著 みずほ出版(発売) 愛知文教大学叢書、2006

### 翻訳
- Keith N.Knapp『無私の孝子 中国中世における孝子と社会秩序』幼学の会、2008 海外の幼学研究

## 参考
- [ISBN 978-4-7576-0206-9]
- 愛知文教大学